# Katuň
Katuň (rusky Катунь) je řeka v Altajské republice a v Altajském kraji v Rusku. Řeka Katuň je dlouhá 688 km. Povodí řeky má rozlohu 60 900 km².

## Průběh toku

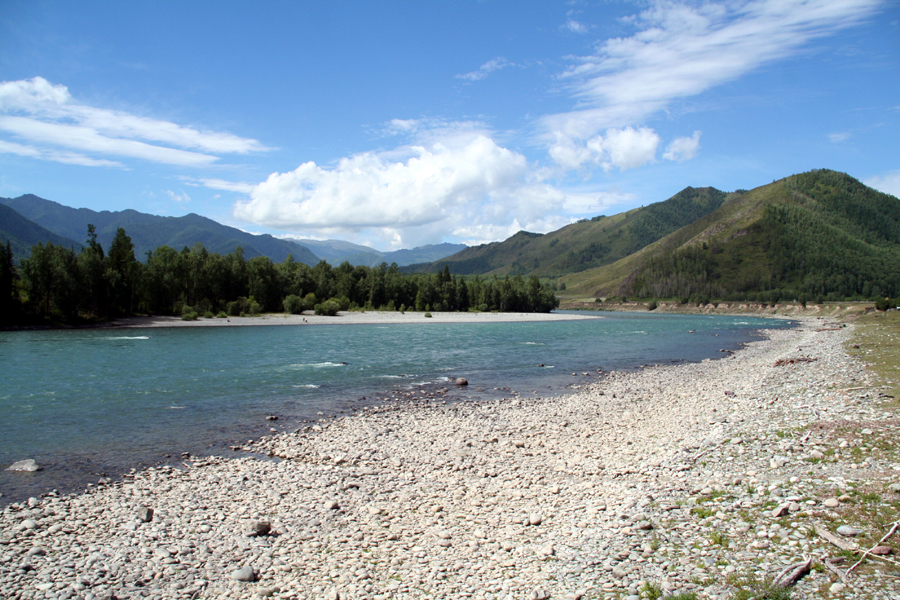
Katuň ve vesnici Ťungur (Altajská republika)

Pramení z čela Geblerova ledovce na jižním svahu hory Běluchy a obtéká celý masiv Katuňských Bělek. Na středním toku teče v široké dolině a rozděluje se na několik ramen. Níže se dolina zužuje a dosahuje maximální šířky 4 km. Ve vzdálenosti 70 km od ústí vtéká do roviny. Od soutoku s řekou Argut teče na sever. Je levou zdrojnicí Obu v Altajském kraji, kde se stéká s řekou Bija 19 km jihozápadně od města Bijsk.

### Přítoky
- zprava – Multa, Kuragan, Kučerla, Argut, Čuja
- zleva – Koksa, Kamenka, Sema

## Vodní režim
Vodní režim je obdobný jako u všech sibiřských řek a je určován zejména táním sněhu a ledovců, méně pak dešťovými srážkami. Průměrný roční průtok vody ve vzdálenosti 53 km od ústí činí 626 m³/s. Zamrzá v období na přelomu listopadu (dolní tok) a prosince (horní tok) a led vydrží až do počátku dubna.
Průměrné měsíční průtoky řeky ve stanici Srostki v letech 1936 až 2000:

## Využití

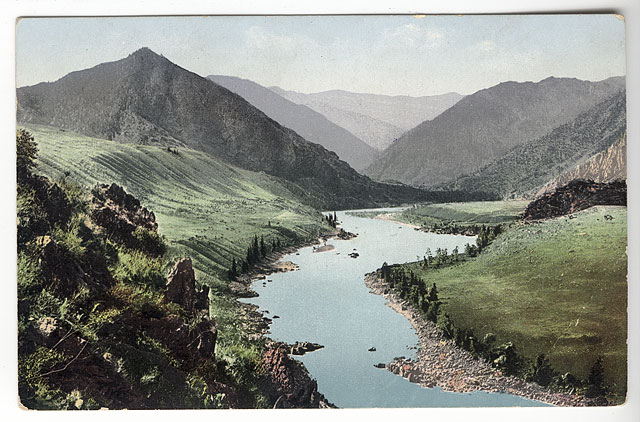
Sergej Borisov: Údolí řeky Katuň, asi 1911 - 1914

Pokud není zamrzlá, je splavná a v letním období bývá častým cílem domácích i zahraničních turistů provozujících vodácké sporty (zejména rafting). Údolím řeky prochází Čujský trakt.